# Condado de Tazewell (Illinois)
El condado de Tazewell es un condado estadounidense, situado en el estado de Illinois. Según el censo de los Estados Unidos de 2000, la población es de 128 485 habitantes. La cabecera del condado es Pekin. 

## Geografía
Según la Oficina del Censo de los Estados Unidos, el condado tiene un área total de 1704 km² (658 millas²). De éstas 1681 km² (649 mi²) son de tierra y  23 km² (9 mi²) son de agua.  

### Colindancias
- Condado de Woodford - norte
- Condado de McLean - este
- Condado de Logan - sur
- Condado de Mason - suroeste
- Condado de Fulton - oeste
- Condado de Peoria - noroeste

## Historia
El Condado de Tazewell se separó del Condado de Johnson en 1827, su nombre es en honor de Littleton Waller Tazewell, senador y gobernador de Virginia en 1834.

## Demografía
Según el censo del año 2000, hay 128 485 personas, 50 327 cabezas de familia, y 35 883 familias que residen en el condado. La densidad de población es de 76 hab/km² (198 hab/mi²). La composición racial tiene:
- 96.36% Blancos (No Hispanos)
- 1.04% Hispanos (Todos los tipos)
- 0.88% Negros o Negros Americanos (No Hispanos)
- 0.27% Otras razas (No Hispanos)
- 0.52% Asiáticos (No Hispanos)
- 0.68% Mestizos (No Hispanos)
- 0.25% Nativos Americanos (No Hispanos)
- 0.01% Isleños (No Hispanos)

Hay 50 327 cabezas de familia, de los cuales el 31.80% tienen menores de 18 años viviendo con ellos, el 59.20% son parejas casadas viviendo juntas, el 8.70% son mujeres que forman una familia monoparental (sin cónyuge), y 28.70% no son familias. El tamaño promedio de una familia es de 2.96 miembros.
En el condado el 24.40% de la población tiene menos de 18 años, el 8.10% tiene de 18 a 24 años, el 28.60% tiene de 25 a 44, el 24% de 45 a 64, y el 14.90% son mayores de 65 años. La edad media es de 38 años. Por cada 100 mujeres hay 96.80 hombres. Por cada 100 mujeres mayores de 18 años hay 94.10 hombres.
Tabla de la evolución demográfica:
|       | 1900   | 1910   | 1920   | 1930   | 1940   | 1950   | 1960   | 1970    | 1980    | 1990    | 2000    |
| ----- | ------ | ------ | ------ | ------ | ------ | ------ | ------ | ------- | ------- | ------- | ------- |
| TOTAL | 33 221 | 34 027 | 38 540 | 46 082 | 58 362 | 76 165 | 99 789 | 118 649 | 132 078 | 123 692 | 128 485 |

## Economía
Los ingresos medios de un cabeza de familia el condado es de $45 250 y el ingreso medio familiar es $53 412. Los hombres tienen unos ingresos medios de $41 148  frente a $24 781 de las mujeres. El ingreso per cápita del condado es de $21 511. El 6.30% de la población y el 4.40% de las familias están debajo de la línea de pobreza. Del total de gente en esta situación, 7.40% tienen menos de 18 y el 5.20% tienen 65 años o más.

## Ciudades y pueblos
| - Armington - Creve Coeur - Deer Creek - Delavan - East Peoria | - Green Valley - Groveland - Hopedale - Mackinaw - Marquette Heights | - Minier - Morton - Pekin - North Pekin - South Pekin | - Tremont - Washington |

## Sitios de interés
| - Lago Bessler - Lago Bowen - Lago Brock - Lago Dead - Lago Jackass | - Lago Pekin - Lago Redbird - Lago Sewell - Lago Norman - Lago Meyers | - Parque Birchwood - Parque Brady - Parque Candlewood - Parque Crevecoeur - Parque Everett Dirksen | - Parque Mineral Springs - Parque Washington - Librería Morton - Alcaldía del condado - Librería Pekin | - Isla Coon Hollow - Isla Coopers |